# Benigno Mendoza
Benigno Mendoza är en ort i Mexiko.   Den ligger i kommunen Tatahuicapan de Juárez och delstaten Veracruz, i den sydöstra delen av landet, 500 km öster om huvudstaden Mexico City. Benigno Mendoza ligger 383 meter över havet och antalet invånare är 164.
Terrängen runt Benigno Mendoza är varierad, och sluttar österut. Runt Benigno Mendoza är det ganska glesbefolkat, med 42 invånare per kvadratkilometer. Närmaste större samhälle är Tatahuicapan, 7,8 km söder om Benigno Mendoza. Omgivningarna runt Benigno Mendoza är en mosaik av jordbruksmark och naturlig växtlighet.